# Тімо Вес
Тімо Вес  (нім. Timo Weß, 2 липня 1982) — німецький хокеїст на траві, олімпійський чемпіон.

## Виступи на Олімпіадах
| Олімпіада   | Дисципліна     | Місце |
| ----------- | -------------- | ----- |
| Афіни 2004  | хокей на траві | 3     |
| Пекін 2008  | хокей на траві | 1     |
| Лондон 2012 | хокей на траві | 1     |